# Act Up, une histoire
Act Up, une histoire est un livre de mémoires écrit par Didier Lestrade, militant homosexuel engagé dans la lutte contre le sida. Il porte sur la période de 1989, date de la fondation de l’association Act Up-Paris à 1999. La première partie est consacrée à la fondation de l’association, à son mode de fonctionnement, à ses méthodes et actions principales. La seconde montre le parcours de son fondateur. 

## Commentaires
En 1989, Didier Lestrade, entouré de Pascal Loubet et de Luc Coulavin, crée Act Up-Paris sur le modèle d'Act Up-New York. Le texte, paru en 2000 aux éditions Denoël, relate les dix années durant lesquelles l’association de lutte contre le sida va construire et porter un discours politique. Il explique comment elle a réussi à rendre visible les séropositifs, les gays et à s’impliquer fortement dans l’élaboration des traitements. Les campagnes de communications extrêmes, les modes d’actions, parfois violents, sont également détaillés dans ces mémoires. Contrairement à d’autres ouvrages sur le sujet, l’auteur délaisse le côté théorique et ré-humanise le récit du combat mené contre la mort et la maladie. Il décrit ses sentiments, ses espoirs, ses doutes et ceux des militants qui l’entourent.

## Citations
- Au fil des ans, l’annonce des décès s’est faite en début de réunion.
- Trois années à la tête d’Act Up m’avaient complètement changé. J’avais beaucoup appris mais j’en avais bavé du premier jour au dernier.
- Il y a certains noms d’amis ou de boyfriends que je refuse d’enlever de mon agenda… Je suis conscient que c’est totalement morbide et ridicule à la fois.
- N’oubliez pas : on n’a qu’une vie. Il n’y a pas de Dieu, il n’y a pas d’au-delà. La vie est une chose immense.

## Postérité
L'ouvrage est régulièrement cité en tant que source importante sur l'histoire de l'association et des luttes des minorités. Il est mentionné par le magazine LGBT Têtu, et considéré par Les Inrocks comme essentiel à la compréhension des années SIDA et des luttes LGBT. Dans les médias généralistes, plusieurs émissions de France Inter le citent dans leurs références,.
Avec la sortie du film 120 battements par minute (2017), le livre a été réédité.
En 2027, il sera traduit en espagnol par l’éditeur argentin El Cuenco de Plata.